# Nhà thờ chính tòa Palencia

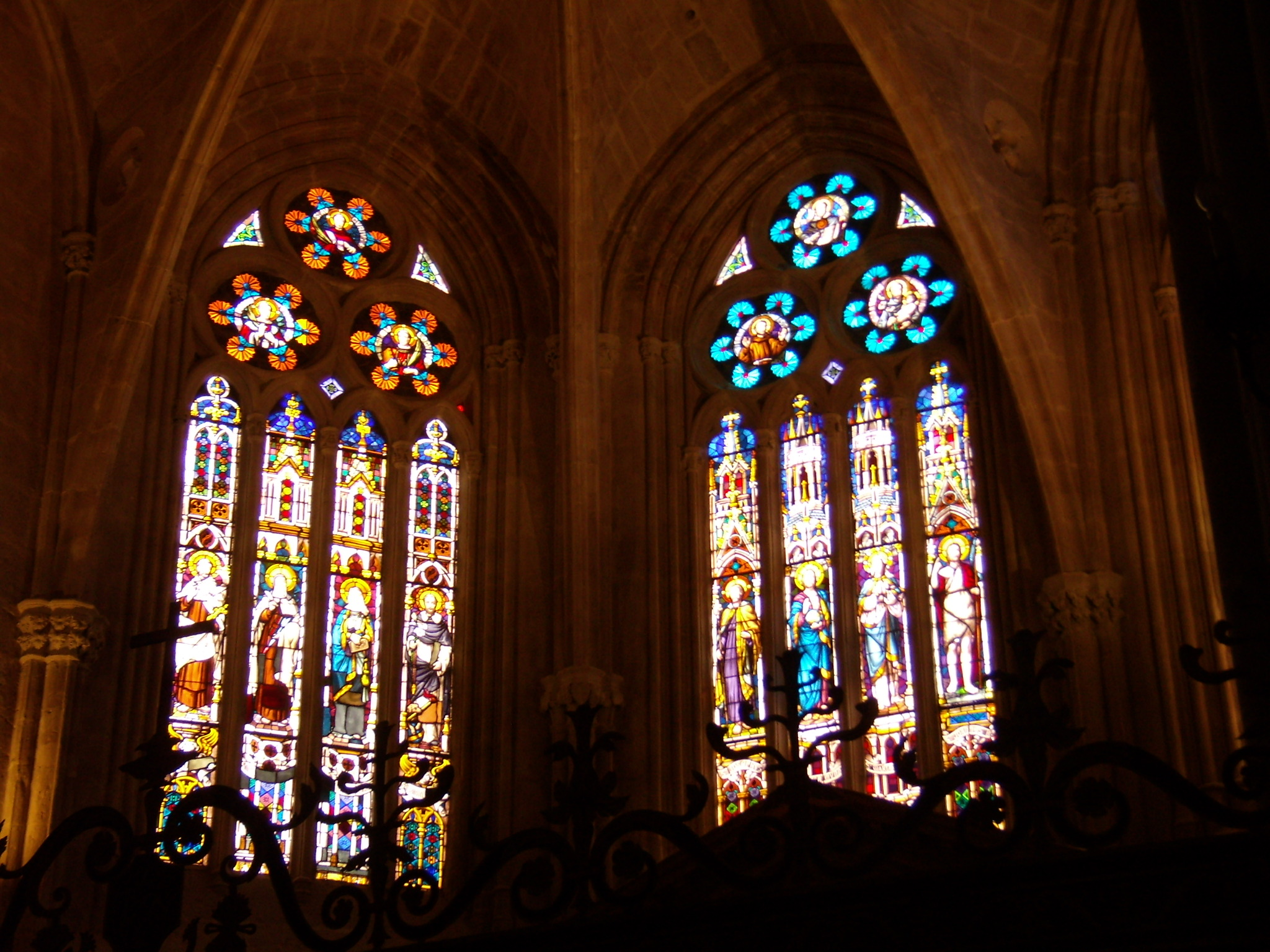
Bên trong nhà thờ chính tòa

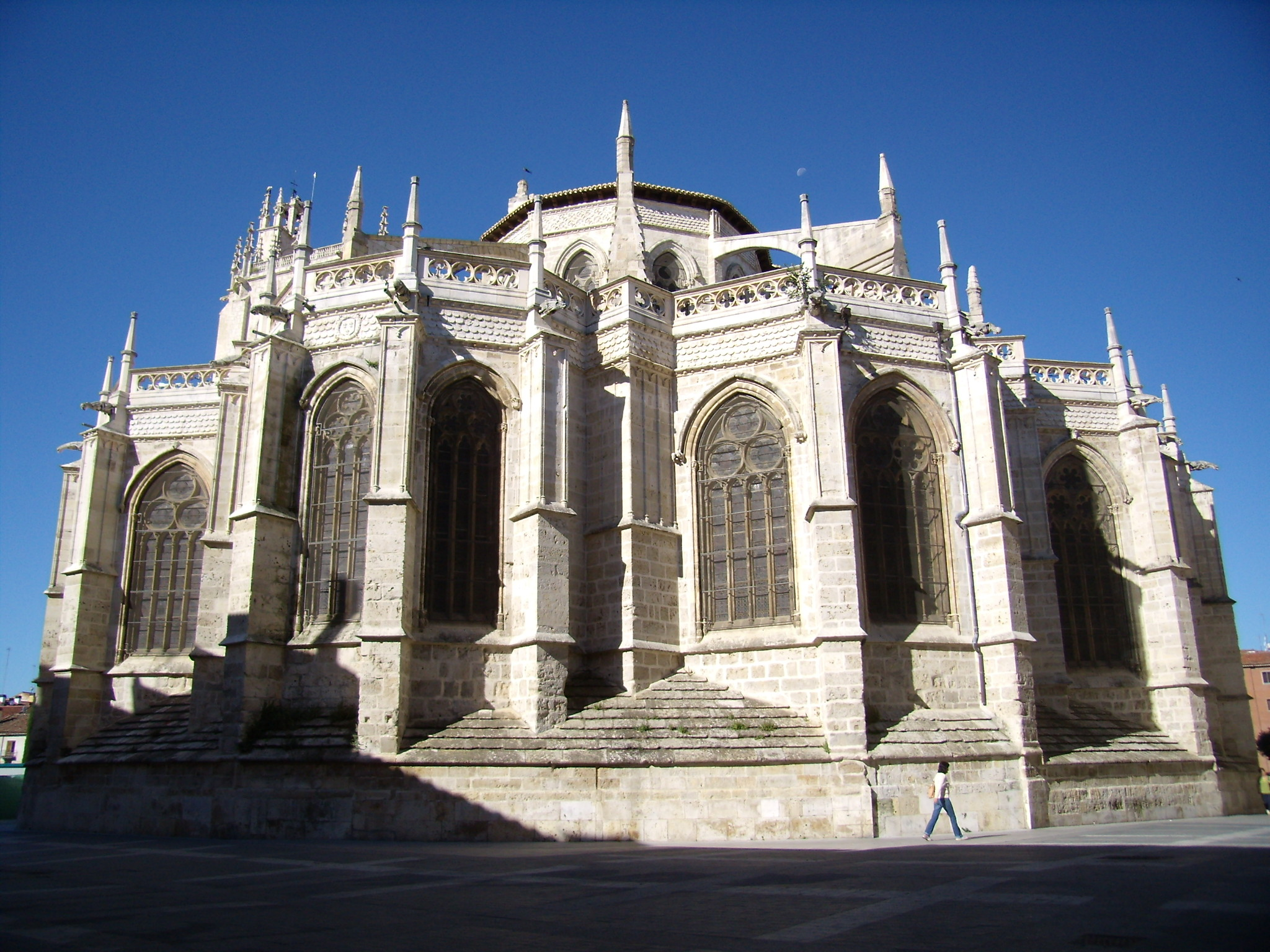
Hậu đường của nhà thờ chính tòa

Nhà thờ chính tòa Palencia (Catedral de san Antolín) nằm ở Palencia, Tây Ban Nha. Nhà thờ được cung hiến thánh Antoninus của Pamiers.
Nhà thờ được xây dựng từ năm 1321 đến năm 1504 theo kiến trúc Gothic, được mệnh danh là vẻ đẹp chưa được biến đến vì nhà thớ chứa nhiều tác phẩm nghệ thuật có giá trị cao.
Nhà thờ dài hơn 130 mét, cao 40 mét, rộng 50 mét, và là một trong những nhà thờ lớn nhất ở Tây Ban Nha và châu Âu.